# شوري (أوكيناوا)
شوري (باليابانية: 首 里، بلغة أوكيناوا: ス イ سوي أو شوي، بلغة ريوكيو الشمالية: し よ り شيوري) هي مقاطعة في مدينة ناها، أوكيناوا. وقد كانت في السابق مدينة مستقلة بذاتها والعاصمة الملكية لمملكة ريوكيو. تحوي شوري عدداً من المواقع التاريخية الشهيرة، بما في ذلك قلعة شوري، بوابة شوريمون، وسونوهيان-أوتاكي (مكان مقدس لديانة ريوكيو المحلية) وضريح تامودون الملكي وكلها مواقع أدرجتها اليونسكو ضمن مواقع التراث العالمي.
تأسست مدينة شوري في الأصل كقلعة تحيط بالقصر الملكي، ولم تعد العاصمة بعد ذلك عندما أُلغيت مملكة ريوكيو ودمجتها اليابان ضمن محافظة أوكيناوا. في 1896، أصبحت شوري حي (区، كو) لعاصمة المحافظة الجديدة، ناها وعلى الرغم من استقلالها كمدينة منفصلة مجدداً في 1921، فإنها ضُمّت مرة أخرى في ناها في 1954.

## تاريخها

### في العصور الوسطى وأوائل العصر الحديث
بثنيّت قلعة شوري لأول مرة في عهد شونباجونكي (1237-1248)، الذي كان مثر حكمه في قلعة أوراسوي القريبة. كان ذلك قبل قرن تقريباً من تقسيم جزيرة أوكيناوا إلى ثلاث ممالك هي هوكوزان ونانزان وتشوزان. ما يقرب من قرنين من الزمان قبل توحيد تلك الممالك وإنشاء مملكة ريوكيو. فلم تكن الجزيرة بعد مملكة منظمة أو موحدة، بل كان يحكُمها زمرة من الزعماء المحليين (آجي) الموالين للزعيم الرئيسي في أوراسوي.
يصف المؤرخ جورج إيتش. كير قلعة شوري بأنها "واحدة من أجمل مواقع القلاع التي يمكن العثور عليها في أي مكان في العالم، لأنها تطل على الريف أدناها الممتد لأميال حولها وتتطلع نحو آفاق البحر البعيدة من كل جانب."
بحلول 1266، كانت أوكيناوا تجمع الضرائب من مجتمعات جزر إيهيا وكوميجيما وكيراما المجاورة، بالإضافة إلى جزر أمامي النائية؛ حيث تأسست مكاتب حكومية جديدة لإدارة هذه الضرائب في ميناء توماري، الذي يقع شمالاً أسفل القلعة مباشرةً.
كان شو هاشي (حكم في 1422-1439)، أول ملوك مملكة ريوكيو الموحدة، الذي اتخذ شوري عاصمة له وأشرف على توسعة القلعة والمدينة. ظلت شوري العاصمة الملكية لما يقرب من 450 عاماً. وقد احرقت القلعة تماماً خلال نزاعات الخلافة في أعوام 1450، ولكن أعيد بناؤها، كما زُخرفّت القلعة والمدينة بشكل أكبر وجرى توسيعهما في عهد الملك شو شين (1477-1526). بالإضافة إلى بناء أعمدة تنين حجرية وزخارف أخرى على القصر نفسه وبُنيّ المعبد البوذي إنكاكو-جي على أراضي القلعة في 1492، ووُسعّ معبد سوغن على الطريق المؤدي إلى ناها وفي 1501 انتهى البناء في تاماودون، الذي استخدم كضريح ملكي منذ ذلك الحين فصاعداً.
طوال العصور الوسطى وأوائل العصور الحديثة، كان سكان شوري في الأساس أولئك المرتبطين بالبلاط الملكي بطريقة ما. وبينما كانت ناها المركز الاقتصادي للمملكة، احتلت شوري المركز السياسي. كانت الإقامة في شوري فاخرة خلال القرن العشرين.
استولت قوات الساموراي من مقاطعة ساتسوما الإقطاعية اليابانية على قلعة شوري في 5 أبريل 1609.  انسحب الساموراي بعد ذلك بوقت قصير وعاد الملك شو ني إلى عرشه ، كما عادت القلعة والمدينة إلى أوكيناوا، على الرغم من أن المملكة أصبحت حينها دولة تابعة تحت هيمنة ساتسوما فقد ظلت على هذا النحو لمدة 250 عاماً تقريباً. وعندما جاء العميد البحري الأمريكي بيري، إلى أوكيناوا في خمسينيات القرن التاسع عشر، شق طريقه إلى قلعة شوري في مناسبتين منفصلتين، لكنه مُنعّ من مقابلة الملك خلال المرتين.

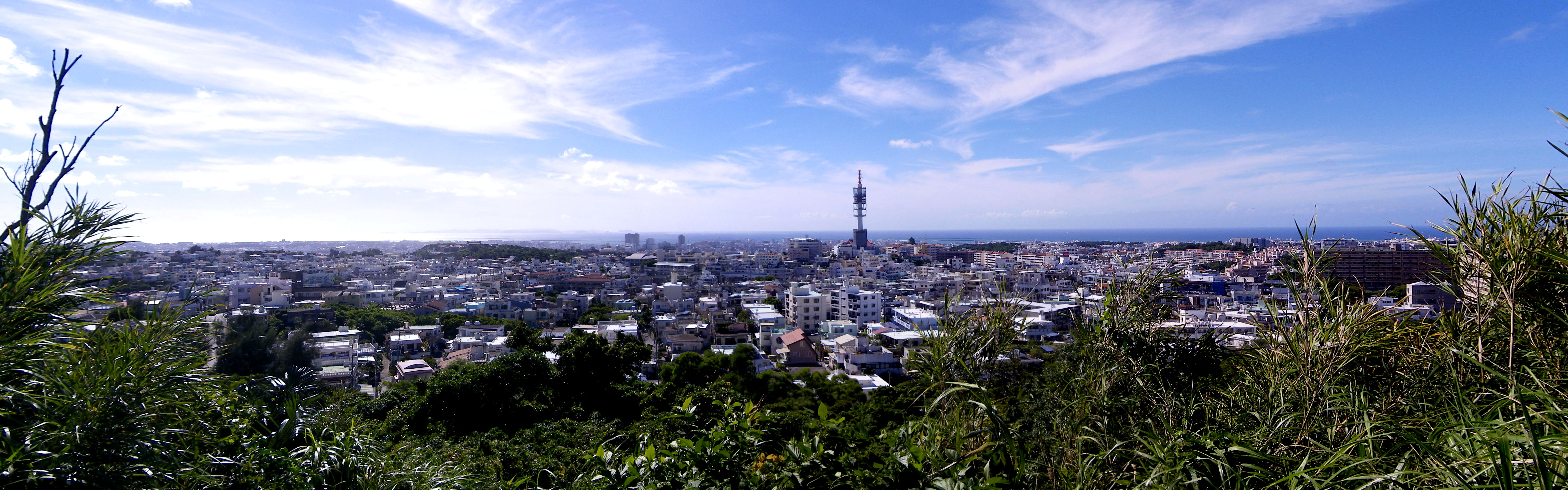
صورة بانورامية لشوري من قمة بينغاداكي

### تحت حكم إمبراطورية اليابان

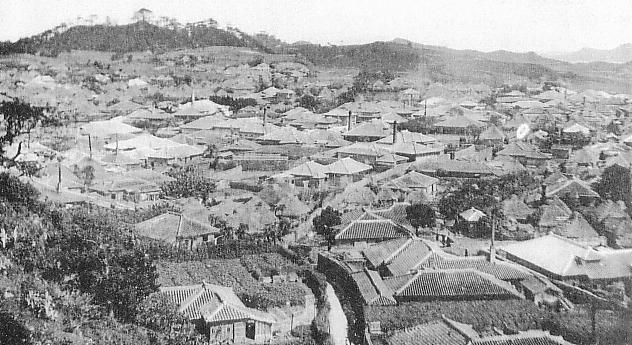
شوري خلال فترة تايشو

أُلغيت المملكة رسمياً، في 27 مارس 1879، عندما انتقلت القوات الإمبراطورية اليابانية بقيادة ماتسودا ميتشيوكي إلى القلعة وقدمت للأمير ناكيجين أوراقاً رسمية تعبر عن قرار طوكيو. أُجليّ الملك شو تاي وحاشيته من القلعة التي احتلتها حامية يابانية وأُغلقّت بواباتها الرئيسية. سقطت القلعة، جنباً إلى جنب مع القصور المجاورة لنبلاء البلاط السابقين، في حالة إهمال وتدهور على مدى السنوات التالية وتحطمت أساليب الحياة لدى أرستقراطي شوري. حيث قُلصّت المعاشات الملكية أو أُلغيت، وبالمثل نضب الدخل من الأملاك الاسمية للنبلاء في الريف. فّصلّ الخدم وتشتت السكان الأرستقراطيين في المدينة بحثاً عن عمل في ناها أو الريف أو في جزر الأرخبيل الياباني.
تظهر أرقام تعداد السكان من عام 1875 إلى 1879 أن ما يقرب من نصف سكان جزيرة أوكيناوا كانوا يعيشون في منطقة ناها-شوري الكبرى. كان في شوري أُسر أقل مقارنة بناها، لكن كل أسرة كانت تتألف من عدد أكبر من الناس. كان هناك ما يقرب من 95.000 شخص ينتموا إلى 22.500 أسرة أرستقراطية في ذلك الوقت، من إجمالي عدد السكان البالغ 330.000 فرداً في جميع أنحاء جزر ريوكيو، حيث عاش معظم الأرستقراطيين في شوري وحولها. ومع ذلك، وعلى مدى السنوات التالية، تقلص عدد سكان منطقة شوري وتضائلت أهميتها، مع نمو ناها.
بدأت الضغوط لاستعادة المواقع التاريخية لمدينة شوري والحفاظ عليها وحمايتها في العقد الأول من القرن الماضي، وفي 1928  أُعلنّت قلعة شوري كنزاً وطنياً. ووضعت خطة مدتها أربع سنوات لترميم المبنى. كذلك خضعت المعالم التاريخية الأخرى للحماية بعد ذلك بوقت قصير.
على الرغم من انسحاب الحامية اليابانية في 1896 من قلعة شوري التي احتلتها أولاً في 1879، فقد كانت القلعة وسلسلة من الأنفاق والكهوف تقع تحتها، بمثابة المقر العام للقوات العسكرية اليابانية في أوكيناوا خلال الحرب العالمية الثانية. تعرضت المدينة لأول مرة لهجوم جوي من الحلفاء في أكتوبر 1944. كانت الاستجابة المدنية من حيث التحضيرات والتنظيم غير كافية للغاية. لم يبذل البيروقراطيون وجلهم تقريباً سكان مقاطعات أخرى والمقيدين في التزامات الأوامر العسكرية، سوى القليل من الجهد لحماية المدنيين ومنازلهم ومدارسهم وحتى المعالم التاريخية. تُركّ المدنيون وشأنهم لإنقاذ وحماية أنفسهم وعائلاتهم وكنوز أسرهم.
عاد الوصي الرسمي على كنوز العائلة الملكية لأوكيناوا إلى قصور العائلة في شوري في مارس 1945 ساعياً لإنقاذ عدد كبير من الكنوز، بدءاً من التيجان التي حازها الملوك من الديوان الإمبراطوري الصيني إلى اللوحات الملكية الرسمية. بعض هذه الأشياء أُغلق عليها في خزائن وبعضها الآخر دُفنّ ببساطة في الأرض أو بين المساحات الخضراء في أنحاء متفرقة حول شوري.دُمرّت القصور بنيران في 6 أبريل، وطُردّ حراس أوكيناوا المعينين من قبل الوصي عندما احتل الجيش الياباني الأراضي بعد ذلك.
نظراً لأن شوري كانت مركز الدفاع الياباني، فقد كانت الهدف الرئيسي للهجوم الأمريكي في معركة أوكيناوا التي وقعت من مارس إلى يونيو 1945. دمرت البارجة يو إس إس ميسيسيبي قلعة شوري، كما احترق ودُمرّ جزء كبير من المدينة في سياق المعركة.

### ما بعد الحرب العالمية الثانية

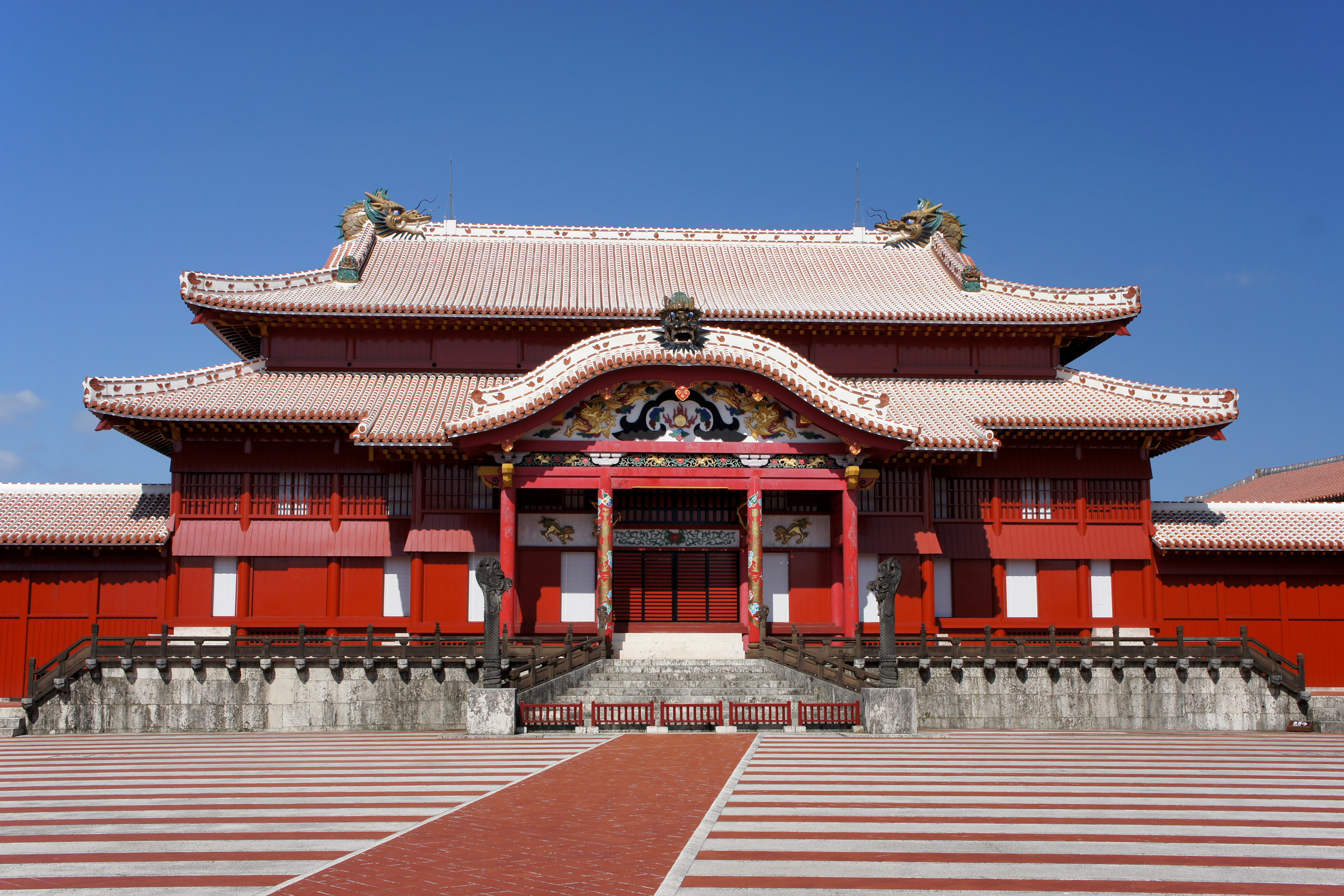
قلعة شوري في 2011

أعيد بناء المدينة على مدار سنوات ما بعد الحرب. تأسست جامعة جزر ريوكيو في موقع أطلال قلعة شوري عام 1950، ولو أنها نُقلّت لاحقاً ولديها اليوم حرم جامعي في غينوان وناكاغوسوكو. رُممّت أسوار القلعة بعد فترة قصيرة من انتهاء الحرب وانتهى إعادة بناء القاعة الرئيسية للقصر (سيدن) في 1992، في الذكرى العشرين لانتهاء الاحتلال الأمريكي لأوكيناوا.
كانت شوري أحد المواقع التي استخدمها الجيش الأمريكي لاختبار أسلحة بيولوجية في الستينيات.

## وصلات خارجية
- www.japan-guide.com information page
- Naha City Tourist Association Official site